# Józef Jakubiec (oficer Straży Granicznej)
Józef Władysław Jakubiec (ur. 16 stycznia 1897 w Wilkowicach, zm. ?) – kapitan piechoty Wojska Polskiego i komisarz Straży Granicznej, działacz niepodległościowy, kawaler Orderu Virtuti Militari.

## Życiorys
Urodził się 16 stycznia 1897 w Wilkowicach, w ówczesnym powiecie bialskim Królestwa Galicji i Lodomerii, w rodzinie Józefa i Katarzyny z Dobijów. Ukończył szkołę ludową w Białej, a następnie uczęszczał do gimnazjum niemieckiego w Bielsku. Od 1914 działał w Związku Strzeleckim za co został wydalony z gimnazjum.
7 sierpnia 1914 wstąpił do I Brygady Legionów Polskich. Służył w randze sierżanta, w 6 i 7. kompanii 5 Pułku Piechoty oraz w 6. kompanii II batalionu 6 Pułku Piechoty. 5 lipca 1916 został ranny w bitwie pod Kostiuchnówką. Uznany za inwalidę zdolnego do służby bez broni w pospolitym ruszeniu . W lipcu 1917 był członkiem Rady Żołnierskiej w macierzystym pułku. 18 sierpnia 1917 ówczesny dowódca pułku ppłk Witold Ścibor-Rylski wnioskował do Dowództwa Legionów Polskich w Warszawie o zwolnienie go Legionów Polskich. Od 2 października 1917 do 20 lutego 1918 służył w austro-węgierskim 15 Pułku Piechoty. W 1918 ukończył Seminarium Nauczycielskie w Białej.
25 września 1919, jako podoficer byłych Legionów Polskich, został mianowany z dniem 1 października 1919 podporucznikiem w piechocie. Pełnił wówczas służbę w 12 Pułku Piechoty. 1 czerwca 1921 nadal pełnił służbę w 12 pp. Później został przeniesiony do rezerwy i przydzielony w rezerwie do 12 pp. W 1923 został przydzielony w rezerwie do 56 Pułku Piechoty Wielkopolskiej w Krotoszynie. 8 stycznia 1924 został zatwierdzony w stopniu porucznika ze starszeństwem z 1 czerwca 1919 i 1852. lokatą w korpusie oficerów rezerwy piechoty. 29 stycznia 1932 został mianowany kapitanem ze starszeństwem z 2 stycznia 1932 i 16. lokatą w korpusie oficerów rezerwowych piechoty. Nadal był oficerem rezerwy 56 pp. W 1934, jako oficer rezerwy pozostawał w ewidencji Powiatowej Komendy Uzupełnień Bielsko na Śląsku. Posiadał przydział do Oficerskiej Kadry Okręgowej Nr V. Był wówczas w grupie oficerów „pełniących służbę w Straży Granicznej”.
W Straży Granicznej był komendantem Komisariatu SG „Lipiny”. W 1931 pełnił służbę na stanowisku adiutanta Śląskiego Inspektoratu Okręgowego Straży Granicznej w Katowicach. W 1933 był kierownikiem Komisariatu SG „Zebrzydowice”. Był także wiceprezesem Związku Strzeleckiego w Zebrzydowicach.
W pracy Jana Wróblewskiego Armia „Prusy” 1939 kpt. rez. Józef Jakubiec został wymieniony dwukrotnie, jako dowódca batalionu 93 Pułku Piechoty, przy czym raz jako dowódca II, a po raz drugi dowódca I batalionu.
Żonaty, ojciec Władysława (ur. 1921) i Danuty (ur. 1923).

## Ordery i odznaczenia
- Krzyż Srebrny Orderu Wojskowego Virtuti Militari nr 6357 – 17 maja 1922[22][23][24][25]
- Krzyż Niepodległości – 7 lipca 1931 „za pracę w dziele odzyskania niepodległości”[26][27][28]
- Krzyż Kawalerski Orderu Odrodzenia Polski – 27 listopada 1929 „za zasługi na polu pracy niepodległościowej”[29]
- Krzyż Walecznych trzykrotnie[20][30]
- Medal Pamiątkowy za Wojnę 1918–1921[20]
- Medal Dziesięciolecia Odzyskanej Niepodległości[20]
- Krzyż za Obronę Śląska Cieszyńskiego II klasy z dyplomem pochwalnym[31]
- Krzyż Pamiątkowy 6 pułku piechoty Legionów Polskich[5]
- Srebrny Medal Waleczności 2. klasy[32]